# Pétitionnement wallon
Dans la foulée de la grève générale de l’hiver 1960-1961, un Comité central d'action wallonne fut créé le 2 juin 1962, associant  divers mouvements,  fédérations de partis (socialistes et communistes) et autres organisations. Un congrès dit d'« Action wallonne » se réunit le 23 mars 1963 à Namur et déboucha sur l'institution d'un Collège exécutif de Wallonie. 
Diverses associations du Mouvement wallon y étaient représentées comme le Mouvement populaire wallon (avec André Genot, François Perin…), de Wallonie libre (Simon Paque, Jean Pirotte), de Rénovation wallonne (Robert Royer, Lucien Outers), du Mouvement libéral wallon (Jean Van Crombrugge), des communistes (Jean Terfve), des socialistes (Hubert Rassart, Freddy Terwagne), des chrétiens (Joseph Bercy, Pierre Rouelle) et le Parti d'unité wallonne avec Victor Van Michel.
Malgré l'hostilité de l'establishment politique il mena à bien un pétitionnement wallon. En octobre et novembre 1963 sont récoltées le maximum de signatures contre l'adaptation des sièges parlementaires aux chiffres du dernier recensement, pour l'introduction du référendum d'initiative populaire en vue d'une réforme de l'État, réformes qui avaient été tentées à plusieurs reprises, notamment en 1947 et 1952 mais qui avaient été alors rejetées par les représentants tant flamands que bruxellois et ne semblaient pas alors possible à réaliser par les voies politiques classiques. 
La pétition recueillit 645 000 signatures dont 120 000 de Bruxellois, plus de la moitié des électrices et électeurs de la province de Liège et plus du tiers des électeurs wallons. Son immense succès populaire laissa une grande partie de l'establishment politique hostile ou indifférent, ce qui entraîna notamment le départ de Fernand Massart du PSB avec qui il rompit définitivement.